# Evžen Peřina
Evžen J. Peřina (21. října 1916 Přerov – 26. února 1990 Praha) byl český spisovatel, pedagog a překladatel knih ze slovenštiny. Byl autorem knih pro děti a mládež a humorné literatury z vodáckého prostředí. Jeho nejznámější kniha je Na třech řekách.

## Život
Narodil se v roce 1916 v Přerově na Moravě. Po ukončení studií pracoval jako učitel, později jako redaktor Učitelských novin. V letech 1951–1952 působil jako učitel na slovenské menšinové škole v Rumunsku. Zkušenosti z tohoto pobytu popsal ve své knize Vyprávění o rumunské zemi (1955). K jeho velkým zálibám, kromě literatury, patřilo sjíždění řek na kánoi a zážitky z putování vodáků po různých řekách jsou předmětem jeho humoristických knížek nejen pro děti a mládež. Některé jeho knihy doprovodil ilustracemi známý český malíř a ilustrátor Josef Jíra. Pro sympatizování s dobovou ideologií nebyl po roce 1989 v literárních kruzích zmiňován.

## Dílo

### Beletrie
- Digidigidoudou, 1946, Praha : Klub českých turistů, 159 s.
- J. V. Stalin, 1949, Praha : SNDK, 38 s.
- Za červenou stužkou, 1952, Praha : SNDK, 106 s.
- Vyprávění o rumunské zemi, 1955
- Na třech řekách, 1956, Praha : Mladá fronta, 312 s.
- Jeden za všechny, 1960, Praha : SNDK, 358 s.
- Řeka na dně jezera, 1963, Praha : SNDK, 186 s.

### Novoročenka
(neprodejné)
- Novoroční rozjímání, 1968, Praha : SPN, 49 s.

### Ročenky
uspořádal M. Suttý a Evžen J. Peřina
- Učitelská ročenka 1977, 1976, Praha : SPN
- Učitelská ročenka 1978, 1977, Praha : SPN

### Překlad ze slovenštiny
- Úvod do pedagogické psychologie, 1979, autor: Ďurič, Ladislav, Praha : SPN, 286 s.